# Tuakau
Tuakau – miasto na północy Wyspy Północnej, jednej z dwóch głównych wysp Nowej Zelandii, blisko Auckland. Tuakau administracyjnie leży w południowej części regionu Auckland, w Okręgu Franklin. Miasto w 2006 roku liczyło około 3500 mieszkańców.
Przyszedł tu na świat sir Edmund Percival Hillary, który w 1953, jako pierwszy człowiek w historii, wraz z Szerpą Tenzingiem Norgayem, zdobył szczyt Mount Everest.